# Superliga Femenina de Bélgica
La Superliga Femenina de Bélgica es la liga de fútbol femenino más alta de Bélgica. Se creó en 2015 después de que la BeNe League, una liga conjunta de Bélgica y Países Bajos, se retirara después de la temporada 2014-15.

## Equipos participantes

### Temporada 2020-21
| Equipo                | Ciudad     |
| --------------------- | ---------- |
| R. S. C. Anderlecht   | Anderlecht |
| Sporting de Charleroi | Charleroi  |
| Genk                  | Genk       |
| Eendracht de Aalst    | Aalst      |
| AA Gent               | Ghent      |
| Club Brujas           | Brujas     |
| Oud-Heverlee Leuven   | Lovaina    |
| Standard Lieja        | Lieja      |
| White Star Woluwe     | Bruselas   |
| Zulte Waregem         | Zulte      |

## Historial
| Temporada | Campeón             | Subcampeón          |
| --------- | ------------------- | ------------------- |
| 2015-16   | Standard Lieja      | Lierse SK           |
| 2016-17   | Standard Lieja      | R. S. C. Anderlecht |
| 2017-18   | R. S. C. Anderlecht | KAA Gent            |
| 2018-19   | R. S. C. Anderlecht | Standard Lieja      |
| 2019-20   | R. S. C. Anderlecht | Standard Lieja      |
| 2020-21   | R. S. C. Anderlecht | Leuven              |
| 2021-22   | R. S. C. Anderlecht | Leuven              |
| 2022-23   | R. S. C. Anderlecht | Standard Lieja      |
| 2023-24   | R. S. C. Anderlecht | Standard Lieja      |

## Palmarés
| Equipo         | Títulos | Subcampeonatos | Años títulos                                                 |
| -------------- | ------- | -------------- | ------------------------------------------------------------ |
| RSC Anderlecht | 7       | 1              | 2017-18, 2018-19, 2019-20, 2020-21, 2021-22, 202-23, 2023-24 |
| Standard Lieja | 2       | 4              | 2015-16, 2016-17                                             |